# Spadochronowe Mistrzostwa Śląska 2006
Spadochronowe Mistrzostwa Śląska 2006 – odbyły się 9 września 2006 na lotnisku Gliwice. Gospodarzem Mistrzostw był Aeroklub Gliwicki, a organizatorem Sekcja Spadochronowa Aeroklubu Gliwickiego. Patronat nad Mistrzostwami sprawował VII Oddział Związku Polskich Spadochroniarzy w Katowicach. Do dyspozycji skoczków był samolot An-2P SP-AOI. Spadochronowym Mistrzom Śląska 2006 nagrody wręczał i składał gratulacje Krzysztof Piekarczyk Dyrektor Aeroklubu Gliwickiego i Marian Brytan Prezes VII Oddziału ZPS w Katowicach.

## Rozegrane kategorie
Mistrzostwa rozegrano w trzech kategoriach spadochronowych celności lądowania:
- Indywidualnie spadochronów klasycznych (Skoki wykonywano z wysokości 1000 m i opóźnieniem 0–5 sekund)
- Indywidualnie spadochronów klasycznych – kobiety
- Drużynowo spadochronów klasycznych.

## Kierownictwo Mistrzostw
- Sędzia Główny: Ryszard Koczorowski
- Kierownik Sportowy: Jan Isielenis.

Źródło: 

## Medaliści
Medalistów Spadochronowych Mistrzostw Śląska 2006 podano za: Jan Isielenis, Archiwum Sekcji Spadochronowej Aeroklubu Gliwickiego, 2006. Brak numerów stron w książce
| Konkurencja                                   | Złoto             | Srebro                                       | Brąz                                         |
| Indywidualnie spadochrony klasyczne           | Wiktor Król       | Rafał Meresiński                             | Krzysztof Kozubek                            |
| Indywidualnie spadochrony klasyczne – kobiety | Danuta Polewska   | Iwona Majewska Ewa Kruss Agnieszka Zielińska | Iwona Majewska Ewa Kruss Agnieszka Zielińska |
| Drużynowo spadochrony klasyczne               | Aeroklub Kielecki | Aeroklub Gliwicki 1                          | Aeroklub Gliwicki 2                          |

## Wyniki
Wyniki Spadochronowych Mistrzostw Śląska 2006 podano za: Jan Isielenis, Archiwum Sekcji Spadochronowej Aeroklubu Gliwickiego, 2006. Brak numerów stron w książce

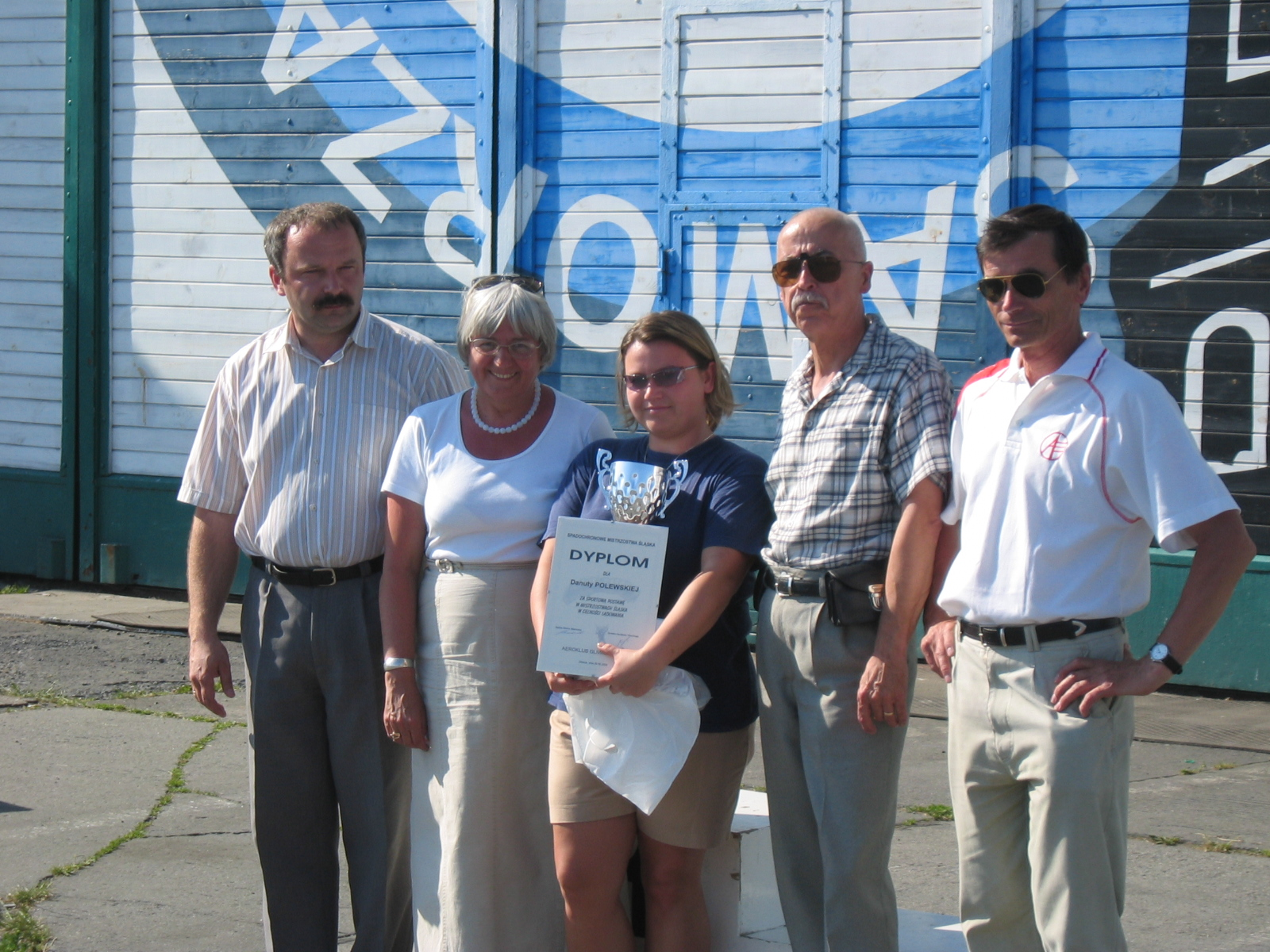
Dyplom dla Danuty Polewskiej za sportową postawę – Spadochronowe Mistrzostwa Śląska 2006

W Mistrzostwach brało udział 12 zawodników  Polska.

### Klasyfikacja indywidualna (celność lądowania – spadochronyklasyczne)
| Miejsce | Imię i nazwisko     | Nota łączna | Drużyna           |
| 1.      | Wiktor Król         | 15 cm       | Aeroklub Kielecki |
| 2.      | Rafał Meresiński    | 23 cm       | Aeroklub Kielecki |
| 3.      | Krzysztof Kozubek   | 123 cm      | Aeroklub Kielecki |
| 4.      | Danuta Polewska     | 157 cm      | Aeroklub Gliwicki |
| 5.      | Krzysztof Utzig     | 202 cm      | Aeroklub Opolski  |
| 6.      | Jan Isielenis       | 318 cm      | Aeroklub Gliwicki |
| 7.      | Tomasz Kurczyna     | 492 cm      | Aeroklub Gliwicki |
| 8–12.   | Piotr Kowal         | 600 cm      | Aeroklub Gliwicki |
| 8–12.   | Ewa Kruss           | 600 cm      | Aeroklub Gliwicki |
| 8–12.   | Iwona Majewska      | 600 cm      | Aeroklub Gliwicki |
| 8–12.   | Marcin Stencel      | 600 cm      | Aeroklub Gliwicki |
| 8–12.   | Agnieszka Zielińska | 600 cm      | Aeroklub Gliwicki |

### Klasyfikacja indywidualna kobiet (celność lądowania – spadochronyklasyczne)
| Miejsce | Imię i nazwisko                              | Noty   | Drużyna |
| 1.      | Danuta Polewska                              | 157 cm | AGl     |
| 2–4.    | Ewa Kruss Iwona Majewska Agnieszka Zielińska | 600 cm | AGl     |
| 2–4.    | Ewa Kruss Iwona Majewska Agnieszka Zielińska | 600 cm | AGl     |
| 2–4.    | Ewa Kruss Iwona Majewska Agnieszka Zielińska | 600 cm | AGl     |

### Klasyfikacja drużynowa (celność lądowania – spadochronyklasyczne)
| Miejsce | Drużyna             | Zawodnicy           | Wynik drużyny |
| ------- | ------------------- | ------------------- | ------------- |
| 1.      | Aeroklub Kielecki   | Wiktor Król         | 161 cm        |
| 1.      | Aeroklub Kielecki   | Rafał Meresiński    | 161 cm        |
| 1.      | Aeroklub Kielecki   | Krzysztof Kozubek   | 161 cm        |
| 2.      | Aeroklub Gliwicki 1 | Danuta Polewska     | 667 cm        |
| 2.      | Aeroklub Gliwicki 1 | Jan Isielenis       | 667 cm        |
| 2.      | Aeroklub Gliwicki 1 | Krzysztof Utzig     | 667 cm        |
| 3.      | Aeroklub Gliwicki 2 | Piotr Kowal         | 1662 cm       |
| 3.      | Aeroklub Gliwicki 2 | Tomasz Kurczyna     | 1662 cm       |
| 3.      | Aeroklub Gliwicki 2 | Marcin Stencel      | 1662 cm       |
| 4.      | Aeroklub Gliwicki 3 | Ewa Kruss           | 1800 cm       |
| 4.      | Aeroklub Gliwicki 3 | Iwona Majewska      | 1800 cm       |
| 4.      | Aeroklub Gliwicki 3 | Agnieszka Zielińska | 1800 cm       |